# La Estancia, Tamazula de Gordiano
La Estancia är en ort i Mexiko.   Den ligger i kommunen Tamazula de Gordiano och delstaten Jalisco, i den södra delen av landet, 400 km väster om huvudstaden Mexico City. La Estancia ligger 1 152 meter över havet och antalet invånare är 189.
Terrängen runt La Estancia är huvudsakligen kuperad. La Estancia ligger nere i en dal. Runt La Estancia är det ganska glesbefolkat, med 27 invånare per kvadratkilometer. Närmaste större samhälle är Tamazula de Gordiano, 4,7 km sydväst om La Estancia. I omgivningarna runt La Estancia växer huvudsakligen savannskog.